# Cyprolais babaulti
Cyprolais babaulti är en skalbaggsart som beskrevs av Allard 1982. Cyprolais babaulti ingår i släktet Cyprolais och familjen Cetoniidae. Inga underarter finns listade i Catalogue of Life.